# Dezhou
Dezhou (kinesisk skrift: 德州; pinyin: Dézhōu) er en by på præfekturniveau i  den nordvestlige del af provinsen Shandong i Folkerepublikken Kina. Den grænser til præfekturerne Jinan i sydøst, Liaocheng i sydvest, Binzhou i nordøst og til provinsen Hebei i nord og nordvest.
Kejserkanalen løber gennem præfekturet, der har et areal på 10,356 km² og en befolkning på 5.610.000 mennesker  (2007).

## Administrativ inddeling
Dezhou administrerer et distrikt, to byer på amtsniveau og otte amter.
- Decheng distrikt (德城区)
- Leling byamt (乐陵市)
- Yucheng byamt (禹城市)
- Ling amt (陵县)
- Pingyuan amt (平原县)
- Xiajin amt (夏津县)
- Wucheng amt (武城县)
- Qihe amt (齐河县)
- Linyi amt (临邑县)
- Ningjin amt (宁津县)
- Qingyun amt (庆云县)

## Trafik

### Jernbane
Byen Dezhou er stoppested på  jernbanelinen Jinghubanen, som løber fra Beijing til Shanghai via blandt andet Tianjin, Jinan, Nanjing og Suzhou.
Qingdao-Taiyuan højhastighedstog standser her på sin rute fra Qingdao til Taiyuan.

### Veje
Kinas rigsvej 104 og 105 løber ogsåi området. De begynder i Beijing, løber mod syd og deler sig i Dezhou. Rigsvej 104 fortsætter da til Jinan, Xuzhou, Nanjing, Hangzhou, Wenzhou og ender i Fuzhou, mens 105 løber til Jining, Shangqiu, Jiujiang, Nanchang og Guangzhou, og ender i Zhuhai.

## Turisme
Dezhous største historiske attraktion er gravmælet for sultan Paduka Batara af Sulu, som døde i Dezhou under rejsen hjem efter et besøg hos Yongle-kejseren i 1417. Gravmælet er velbevaret og er opført på Kinas liste over bevaringsværdige fortidsminder. Efterfølgere af sultanens muslimske ledsagere bor stadig i Dezhou og er klassificeret som huikinesere.